# Eclipse solar del 26 de enero de 2009

Movimiento del eclipse anular del 26 de enero de 2009.

El 26 de enero de 2009 tuvo lugar un eclipse de Sol anular sobre Sudáfrica, el océano Índico, Indonesia y Australia, que tuvo una duración de 7:54 minutos. En un eclipse anular la Luna no oculta por completo al Sol, dejando un anillo luminoso alrededor de ésta.
La ruta de este eclipse anular comenzó en el Atlántico Sur a las 06:06 Hora Universal, cuando la sombra de 363 kilómetros de ancho de la Luna se proyectó en la Tierra.